# Nassau Village-Ratliff
Nassau Village-Ratliff – jednostka osadnicza w Stanach Zjednoczonych, w stanie Floryda, w hrabstwie Nassau.